# 朱幼墏
辽山宣穆王朱幼墏（1433年—1501年1月11日），明朝瀋康王朱佶焞嫡四子，母亲是王妃韩氏。瀋简王朱模孙，明太祖曾孙。明朝第一代辽山王。

## 生平
正統八年（1443年）九月赐名。正統十二年（1447年）八月，明英宗遣駙馬都尉井源等為正使、吏部員外郎紀振等為副使，持節封朱幼墏為辽山王，北城兵馬副指揮秦綱的長女為王妃。正統十三年（1448年）正月，朝廷賜朱幼墏及其兄长瀋世子朱幼㙾、三兄清源王朱幼㘧儀仗等物。
景泰三年（1452年）三月，朝廷給朱幼㘧、朱幼墏歲祿各二千石，米鈔各半。
景泰四年（1453年）正月，明代宗命襄城伯李瑾、刑科右給事中司馬恂為正副使持節冊封秦氏為遼山王妃，賜儀仗冠服等物。
景泰六年（1455年）正月，朝廷应瀋、晋、秦王府各王之请求，赐朱幼墏及其兄弟朱幼㙾、朱幼㘧、六弟內丘王朱幼𡐔、七弟廣宗王朱幼𡊍、八弟唐山王朱幼墧、九弟永年王朱幼塨等大紅織金紵絲紗羅各一匹。二月，朝廷又賜遼山王妃秦氏等人儀杖等物。
天順元年（1457年）十一月，朱幼㘧、朱幼墏上奏请求商稅鈔，明英宗命於潞城、屯留二縣歲額內各撥一年賜给。天顺二年（1458年）二月，賜朱幼墏煤戶菜戶各二戶。九月，朝廷命给朱幼㘧、朱幼墏校尉月糧。
成化十九年（1483年）四月，朱幼墏奏王妃秦氏去世，请求免遣內官致祭，担心自己年老、儿子年幼，不能敬奉而獲罪。明宪宗说王府有喪禮，遣官致祭是國之常典，朱幼墏找这样的理由难道是怕被虐待，现在所遣官员只是去成礼，并无他意，让朱幼墏不要推辞。
弘治十三年（1500年）十二月，朱幼墏去世。明孝宗得知，輟朝一日，按制度賜祭葬，谥宣穆。弘治十七年（1504年）十二月，其子朱詮鉞受册袭封。

## 评价
- 《弇山堂别集》卷072：誠意見外，中情見貌。

## 家庭

### 妻妾
- 王妃秦氏

### 子孙
- 镇国将军朱詮鎖，成化五年（1469年）四月赐名，[15]早亡。弘治十五年（1502年）九月、正德元年（1506年）正月分别赐其夫人侯氏養贍米每年五十石[16][17]
- 庶次子辽山端和王朱诠钺